# 亞斯蒙德國家公園

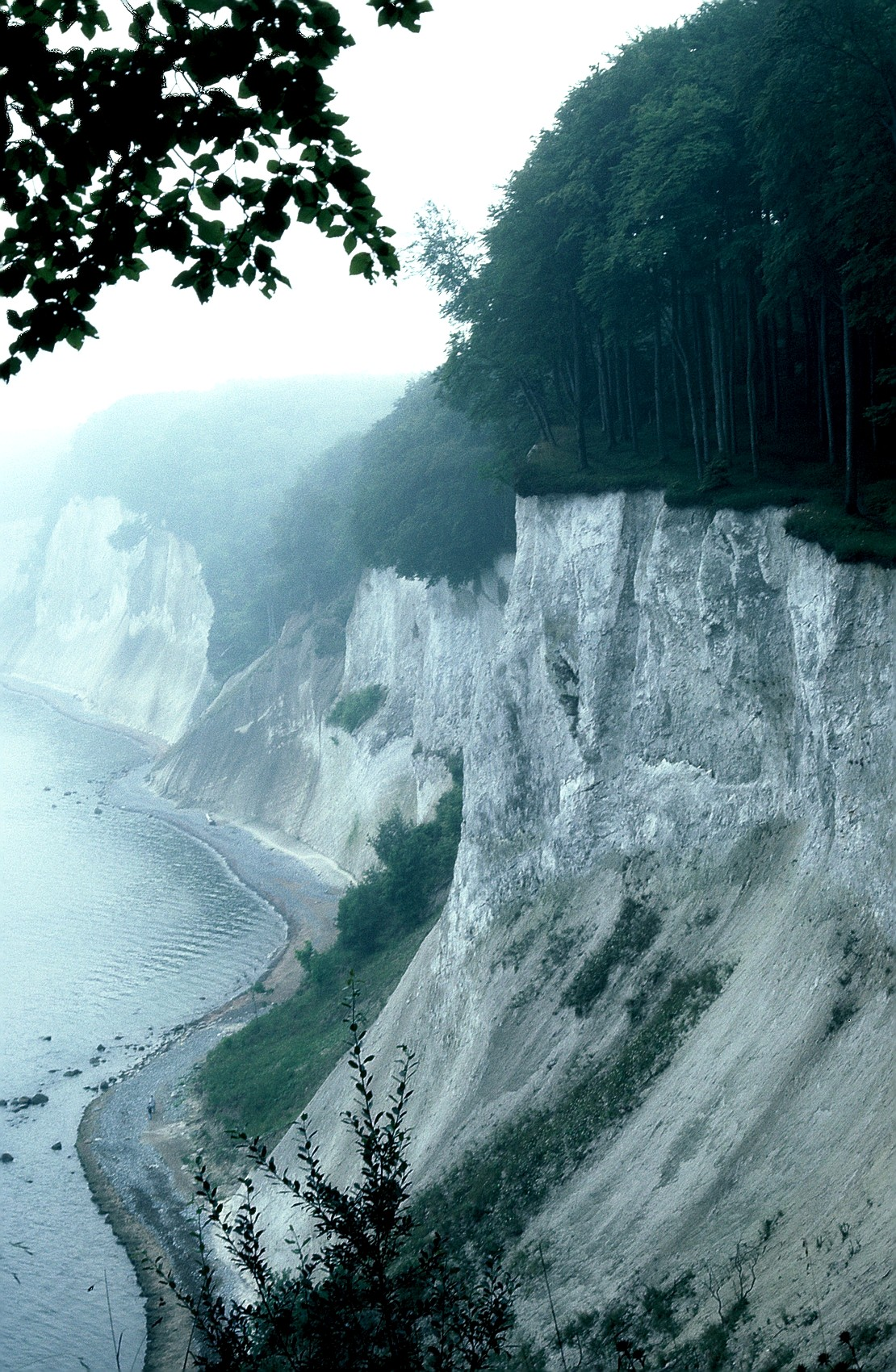

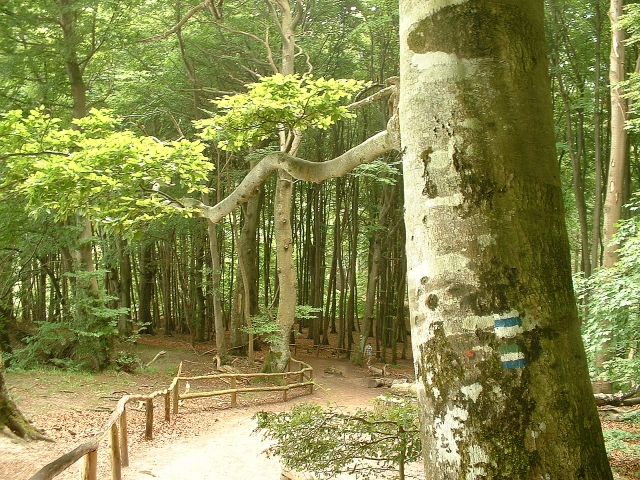

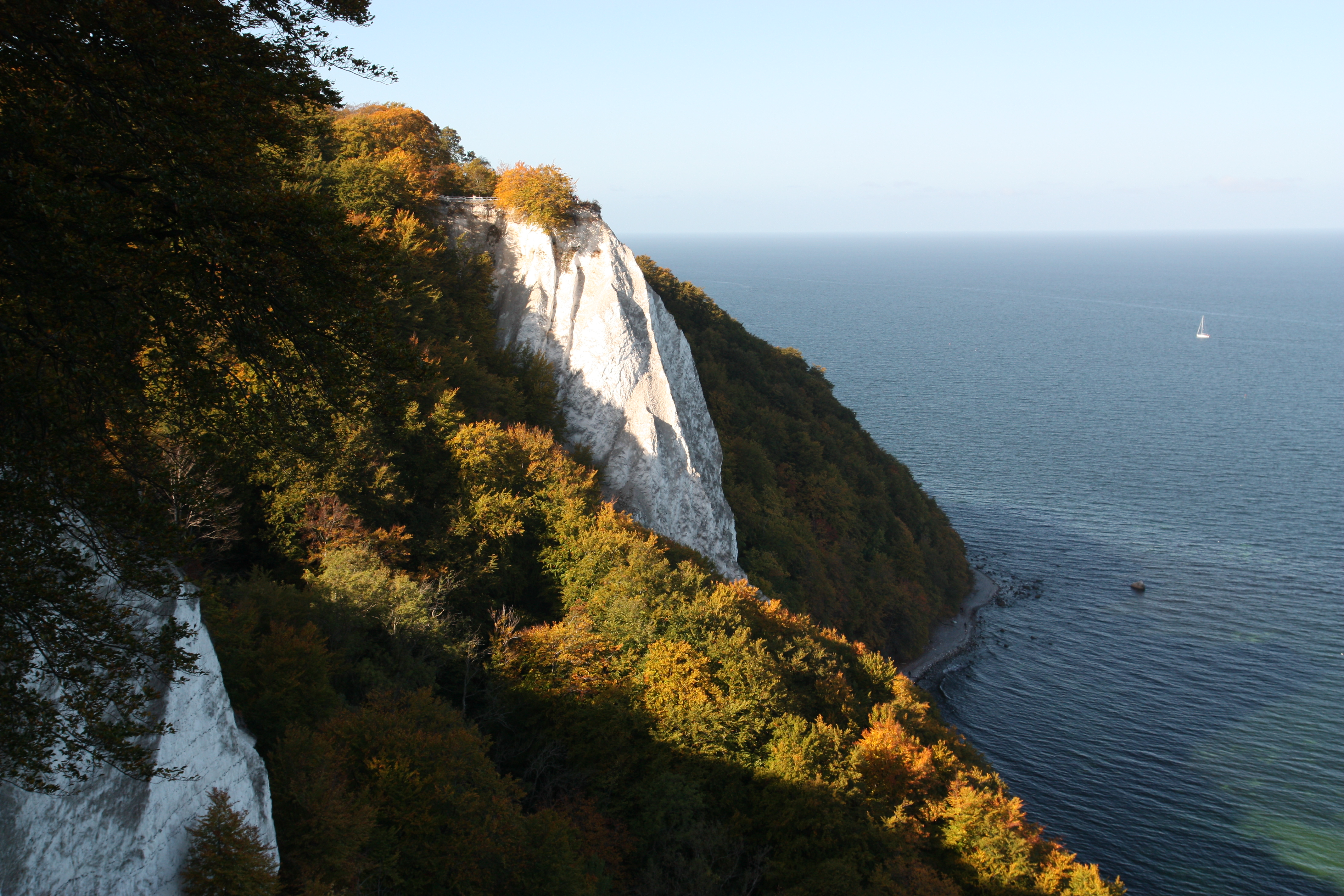

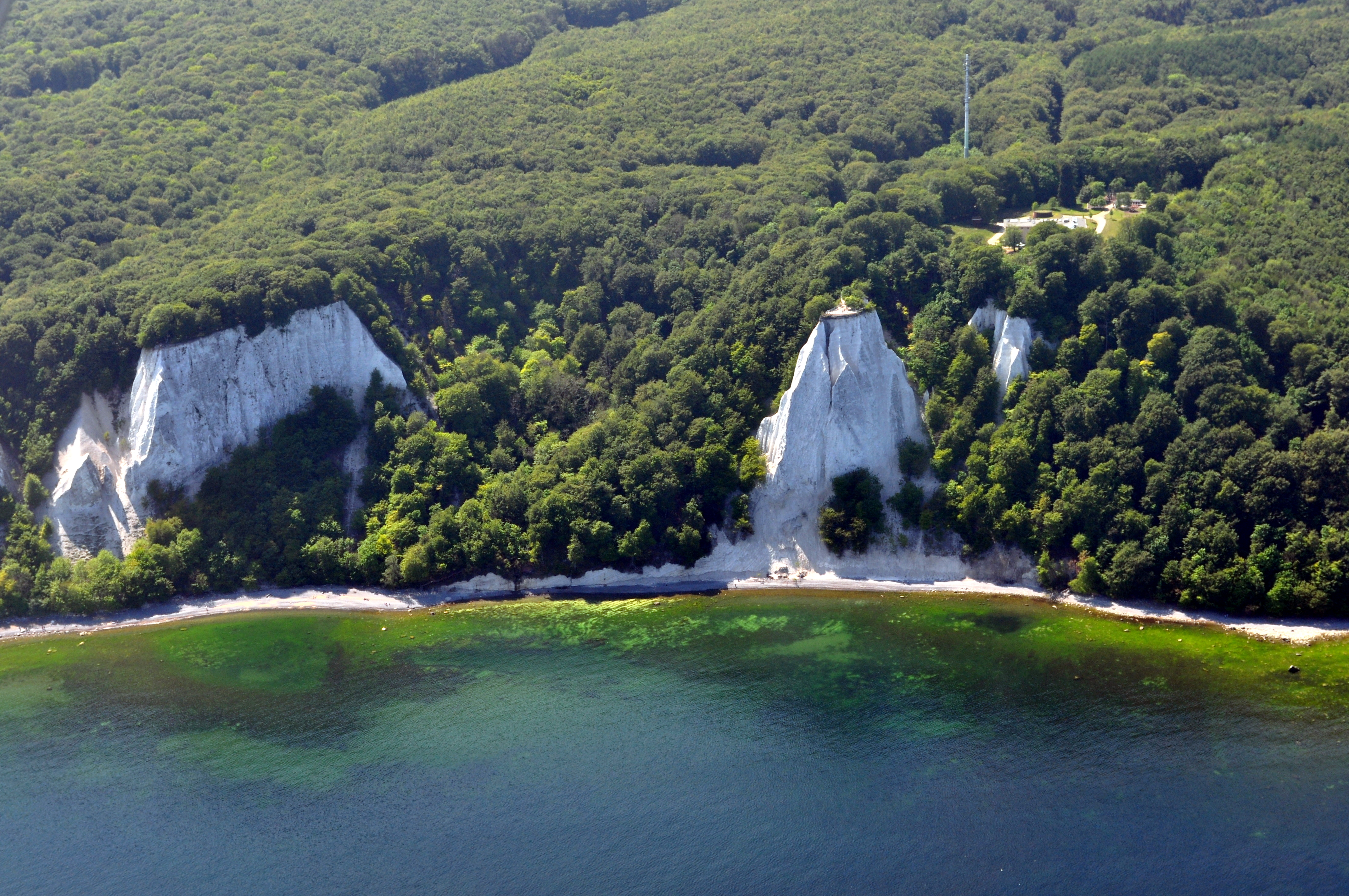

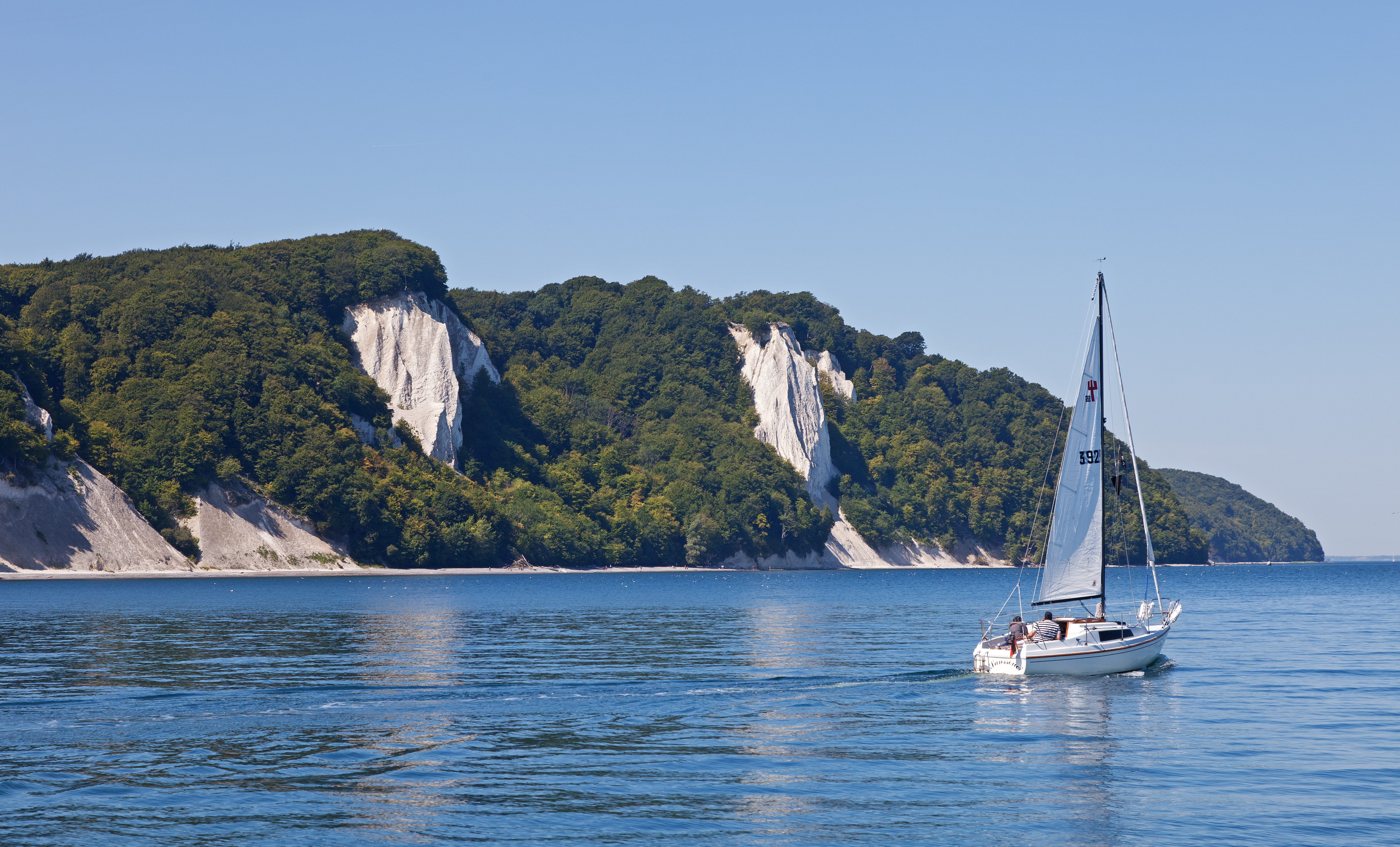

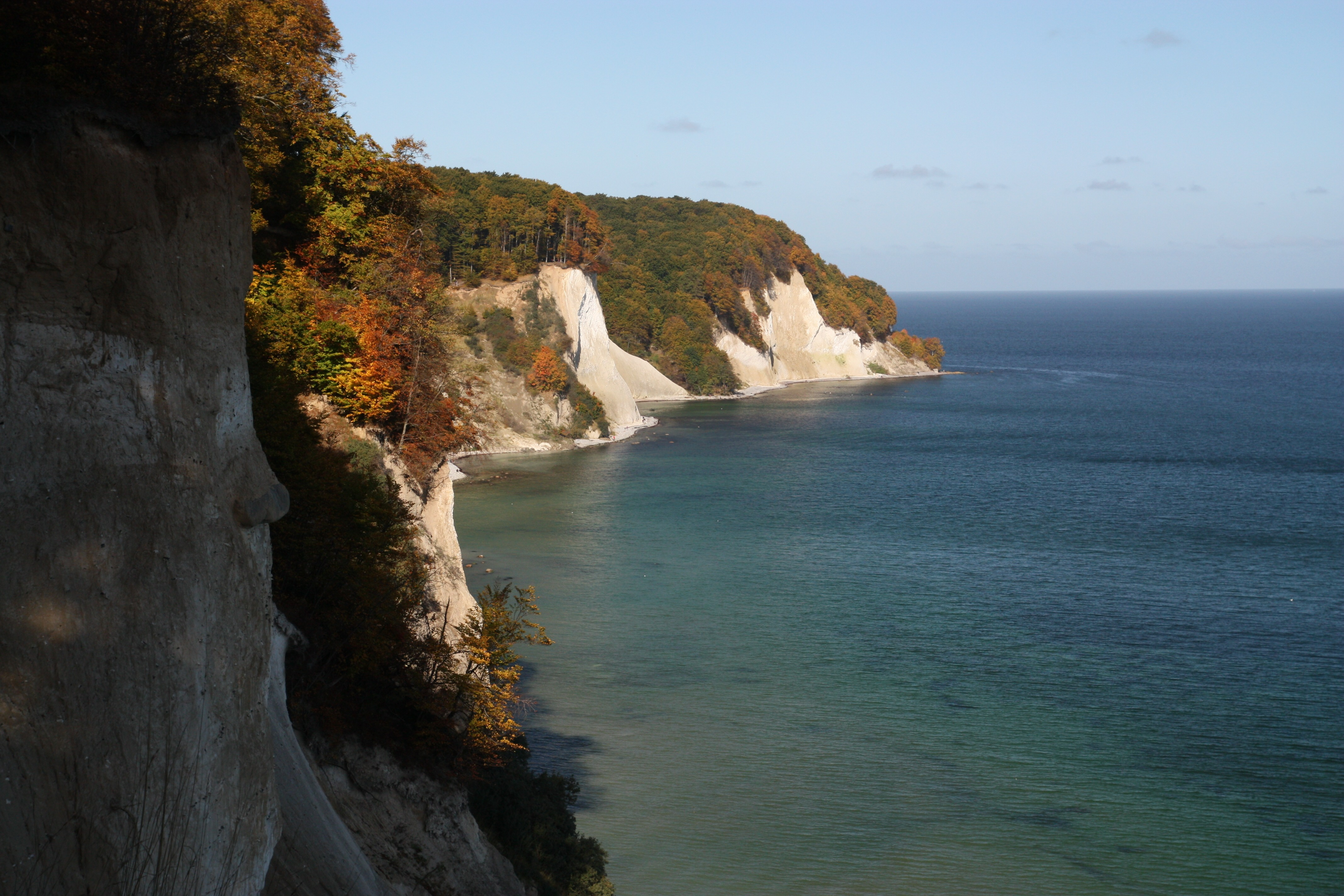

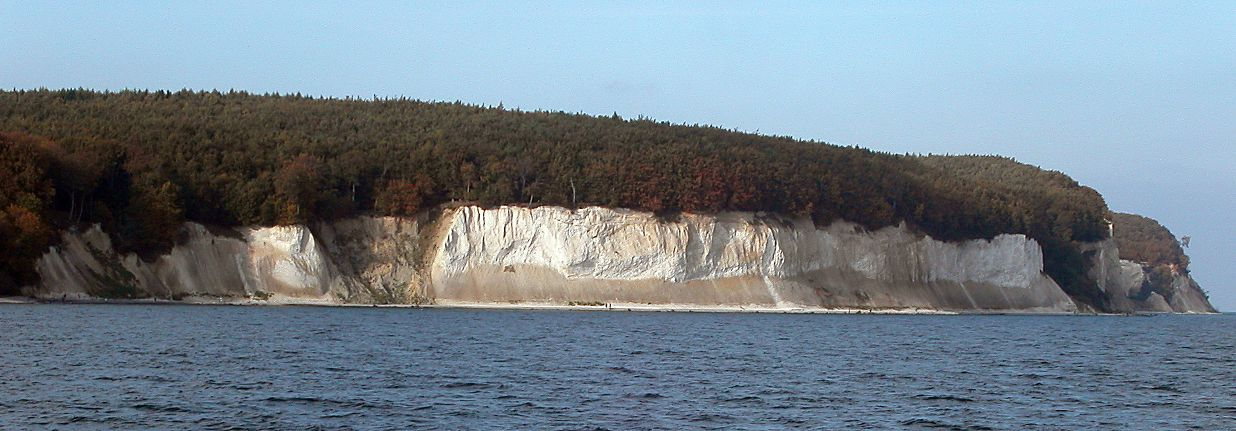

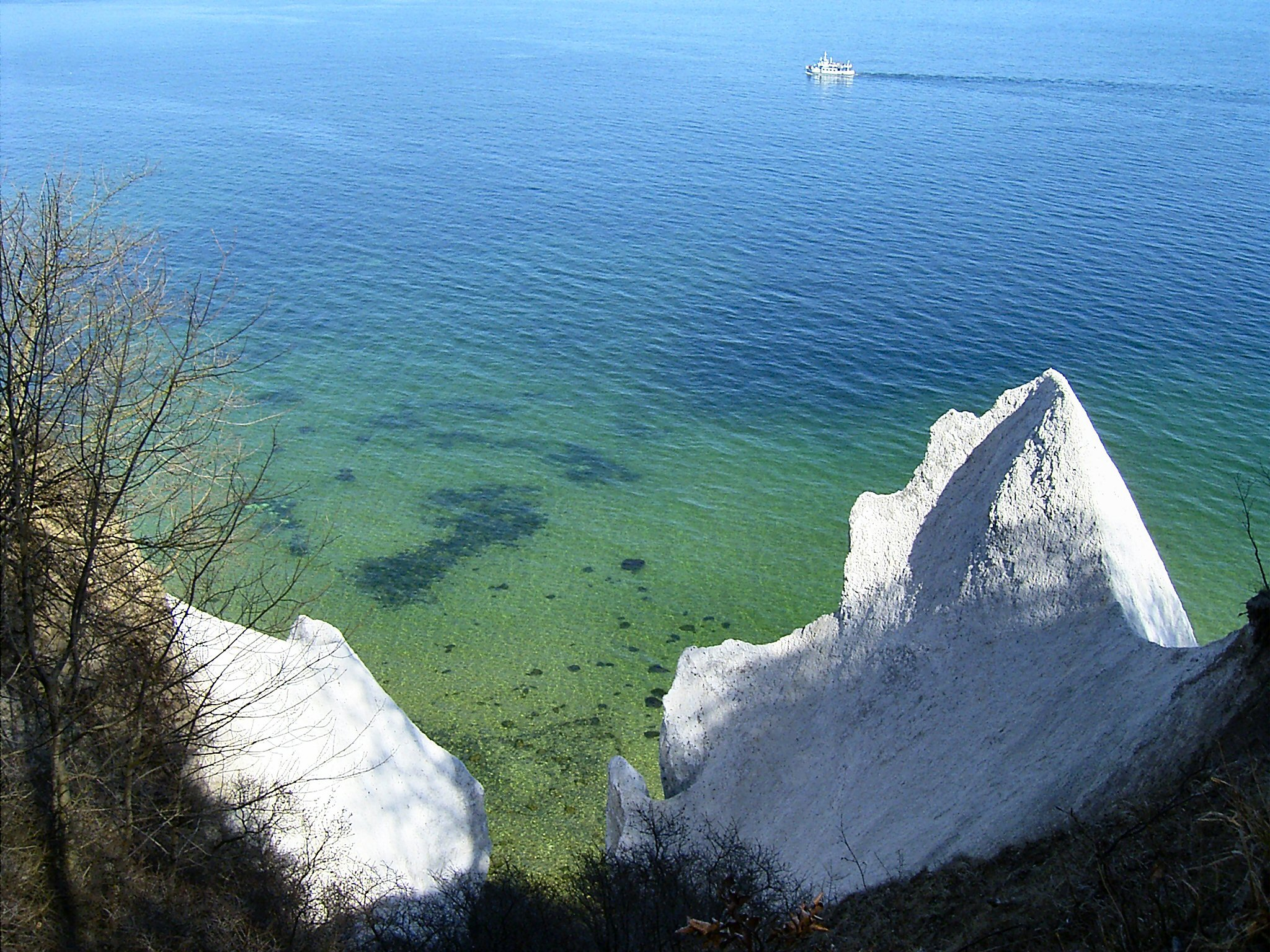

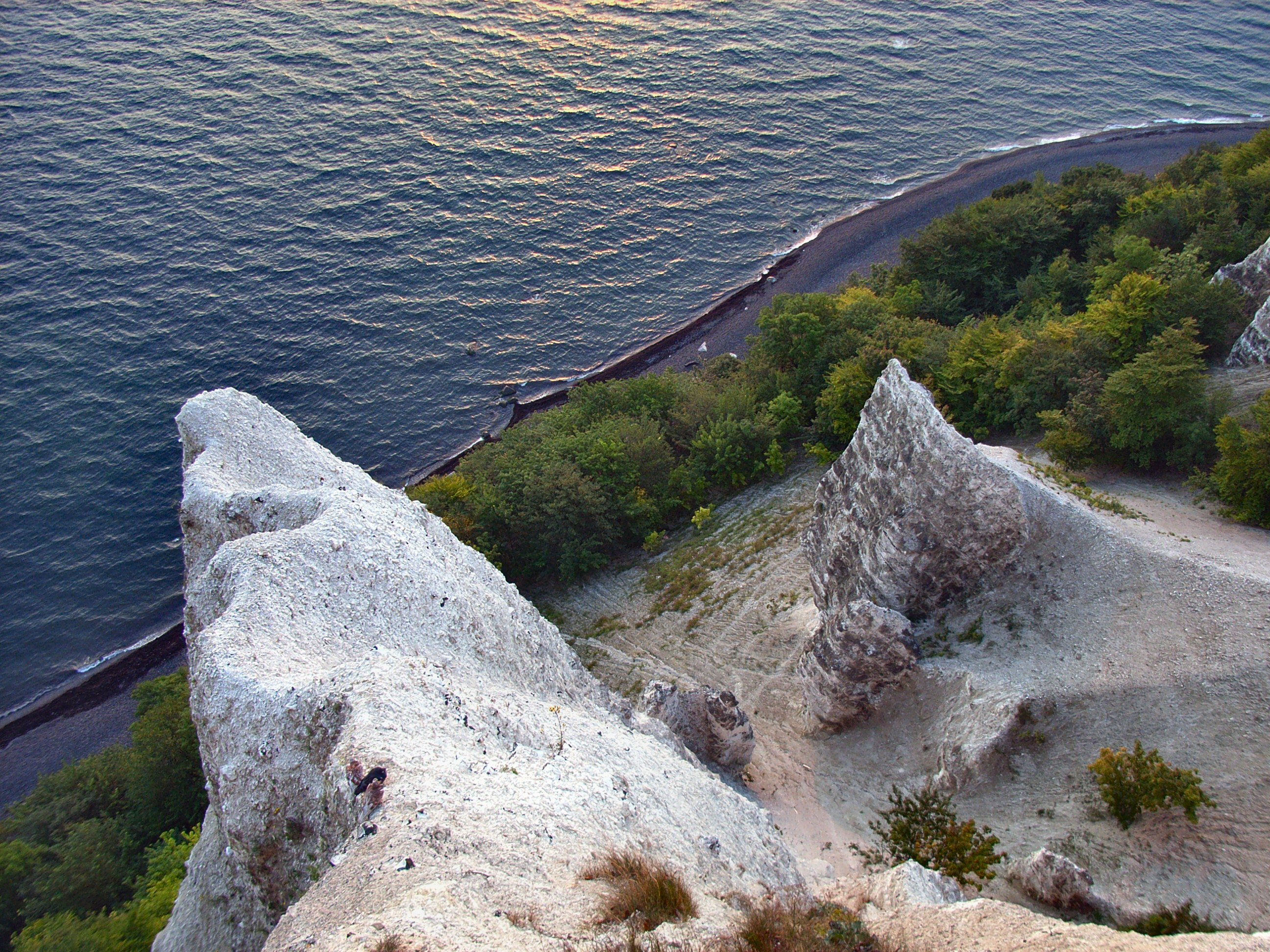

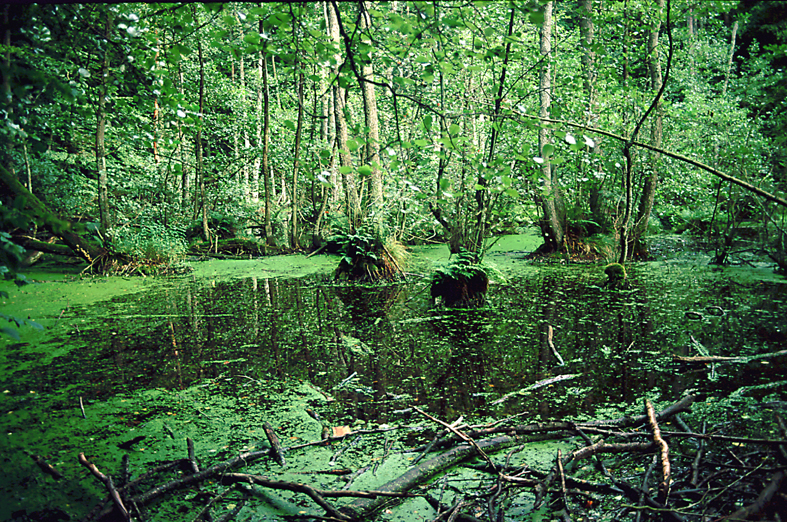

亞斯蒙德國家公園（德語：Nationalpark Jasmund）是德國的國家公園，由梅克倫堡-前波莫瑞負責管轄，始建於1990年9月12日，面積30平方公里，該國家公園在2011年6月25日被聯合國教科文組織列為世界遺產。

## 外部連結
- Jasmund National Park pictures and information about the chalk cliffs (English)
- nationalpark-jasmund.de（页面存档备份，存于） (German)

54°33′N 13°39′E / 54.55°N 13.65°E